# Hamilton (Washington)
Hamilton é uma cidade  localizada no estado norte-americano de Washington, no Condado de Skagit.

## Demografia
Segundo o censo norte-americano de 2000, a sua população era de 309 habitantes.
Em 2006, foi estimada uma população de 361, um aumento de 52 (16.8%).

## Geografia
De acordo com o United States Census Bureau tem uma área de
2,6 km², dos quais 2,6 km² cobertos por terra e 0,0 km² cobertos por água. Hamilton localiza-se a aproximadamente 29 m acima do nível do mar.

## Localidades na vizinhança
O diagrama seguinte representa as localidades num raio de 24 km ao redor de Hamilton.